# Giovanni Scognamillo
Giovanni Scognamillo (* 25. April 1929 in Istanbul; † 8. Oktober 2016 in Başakşehir) war ein türkischer Filmkritiker und Schauspieler, der zur Gemeinde der Levantiner zählte.

## Leben
Scognamillo wurde in eine Familie italienisch-griechischer Herkunft hineingeboren; sein Vater Leone war der Sohn eines Einwanderers aus Neapel, und seine Mutter entstammte den genuesischen Siedlern aus Tinos. Da sein Vater Manager des Kinotheaters Elhamra Sineması von Beyoğlu war, wurde Giovanni bereits früh in die Kinowelt eingeführt. Nachdem er das Gymnasium Liceo Italiano abgeschlossen hatte, begann er damit, Kinoartikel für verschiedene Medien italienischer Sprache zu schreiben. Bis zum Jahre 1961 begann seine Karriere in der Presse türkischer Sprache.
Scognamillo war der Autor mehrerer Bücher über die Geschichte des Kinos, sowie verschiedene Themen wie Zauberei und Wahrsagerei. 2014 arbeitete er als Lektor über den türkischen Film an der Bahçeşehir-Universität. Des Weiteren hatte er als Schauspieler auch einige Auftritte in türkischen Filmproduktionen.

## Filmografie
- 1965: Sevmek seni
- 1966: Kriminal
- 1967: Silahlari ellerinde öldüler
- 1967: Söyleyin genç kizlara
- 1979: Süpermenler
- 1981: Lo scoiattolo
- 1994: L’alba è vicina (Kurzfilm)
- 1995: Karanlik sular
- 1995: Bay E
- 1996: Istanbul unter meinen Flügeln (Istanbul kanatlarimin altinda)
- 1997: Kusatma altinda ask